# پروفسور نخاله
پروفسور نخاله فیلمی به کارگردانی  و نویسندگی عزت‌الله مقبلی محصول سال ۱۳۴۵ است.

## بازیگران
- عزت‌الله مقبلی
- تقی ظهوری
- شهین
- همایون
- عبدالله محمدی
- سروش
- مژگان
- مهری مهرنیا